# 卡里劳斯·瓦西拉科斯
卡里劳斯·瓦西拉科斯（希臘語：Χαρίλαος Βασιλάκος，1877年—1964年12月1日）是希臘田径运动员，他是第一屆夏季奧林匹克運動會馬拉松亞軍，他在比賽中以3小時6分3秒完成。